# Haugschlag
Haugschlag is een gemeente in de Oostenrijkse deelstaat Neder-Oostenrijk, gelegen in het district Gmünd (GD). De gemeente heeft ongeveer 500 inwoners en is de meest noordelijke gemeente van Oostenrijk.

## Geografie
Haugschlag heeft een oppervlakte van 22,65 km². Het ligt in het noordoosten van het land, niet ver van de grens met Tsjechië.
Golfbaan
Haugschlag Resort heeft twee 18-holes golfbanen en een viersterren hotel. In 1994, 1995 en 1996 werd hier het Oostenrijks Open van de Europese Tour gespeeld en sinds 2011 wordt hier het Haugschlag NÖ Open van de EPD Tour gespeeld.
Amaliendorf-Aalfang · Bad Großpertholz · Brand-Nagelberg · Eggern · Eisgarn · Gmünd · Großdietmanns · Großschönau · Haugschlag · Heidenreichstein · Hirschbach · Hoheneich · Kirchberg am Walde · Litschau · Moorbad Harbach · Reingers · Schrems · St. Martin · Unserfrau-Altweitra · Waldenstein · Weitra
- Gemeinsame Normdatei: 4809771-8
- Virtual International Authority File: 241236897